# Omnisciencia

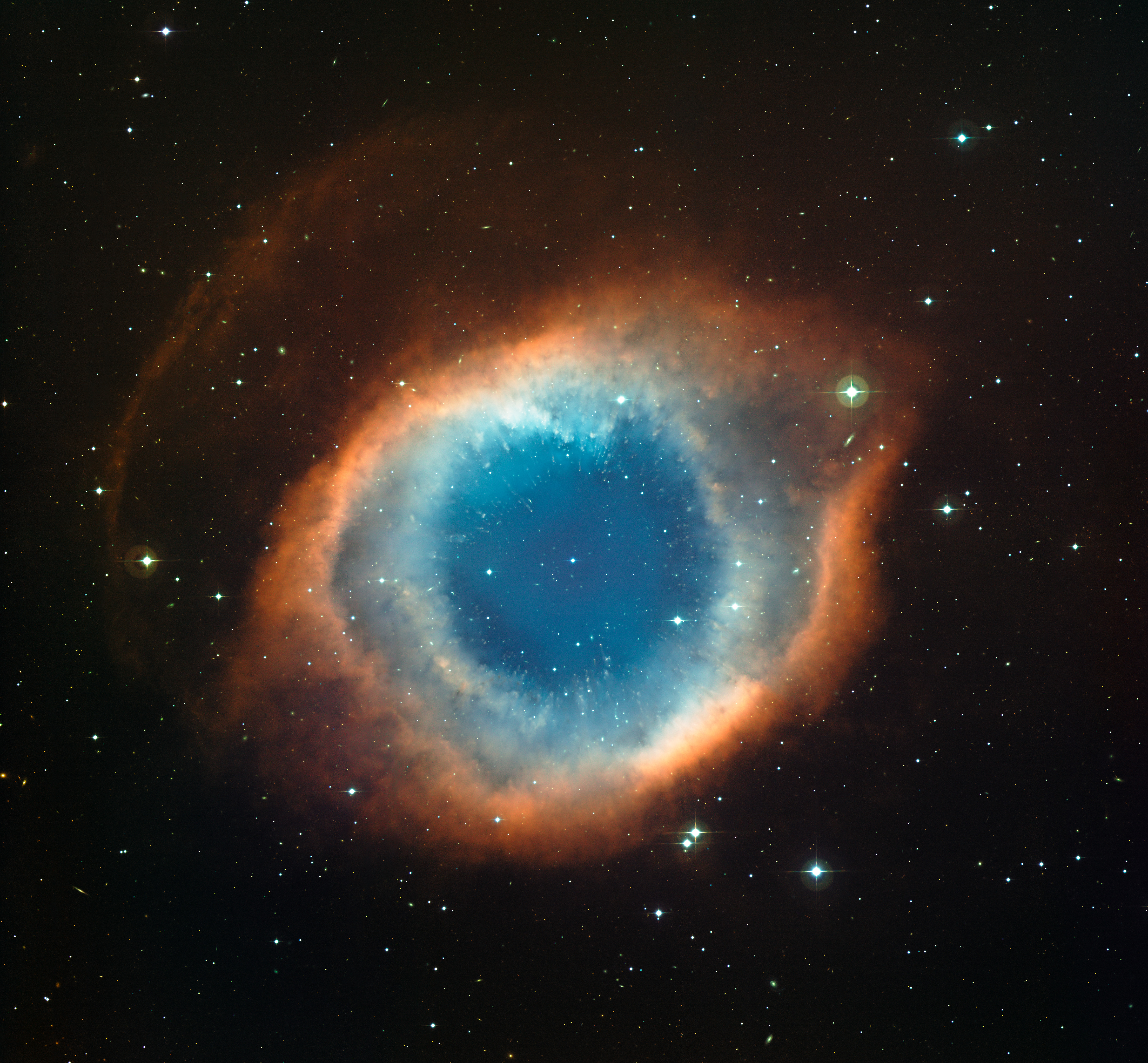
El "ojo de Dios" que todo lo ve (nombre de la Nebulosa Helix observada por el Telescopio Espacial Hubble).

La omnisciencia (del latín omnis, "todo", y scientia, "ciencia") es saberlo todo. Se dice que es un atributo propio de Dios.

## En la religión

### Controversias
Parece que el concepto de omnisciencia es contradictorio.
Se señala que se considera que Dios habría creado todo el conocimiento y que tendría conocimiento del mismo de antemano: esto implicaría una contradicción circular, ya que Dios no podría haberlo sabido todo antes de que existiera ningún conocimiento que saber.
Sin embargo esta supuesta objeción se puede deshacer fácilmente: el conocimiento no se crea, sino que existe en la "mente" de Dios desde toda la eternidad.  En esta objeción se confunde el saber con el ser.  Una persona puede saber cómo fabricar un objeto aunque en toda su vida no llegue a fabricar ninguno efectivamente.  Además presupone que Dios "adquiere" conocimientos a la manera humana, hipótesis que no se compadece con el concepto aristotélico de Acto Puro y Motor Inmóvil.
También se dice que la omnisciencia implicaría una contradicción con el concepto del libre albedrío, ya que para que Dios pudiera saberlo todo de antemano sería necesario creer que todos los acontecimientos que pudieran suceder estarían predestinados. Esto se conoce como paradoja de la predestinación.
Según la Biblia, específicamente el libro del profeta Isaías, capítulo 55:9: "Como son más altos los cielos que la tierra, así son mis caminos más altos que vuestros caminos, y mis pensamientos más que vuestros pensamientos". Lo anterior, de acuerdo con algunas opiniones,[cita requerida] sugiere que el hombre nunca podrá entender la total soberanía que tiene el conocimiento de Dios, porque se convierte en locura para él; sin embargo, esto caería en una falacia del alegato especial.

## En la literatura
La omnisciencia es también un concepto de la literatura, que consiste en uno de los posibles roles que puede asumir el narrador de una historia. Un narrador omnisciente suele escribir en tercera persona, describir sucesos simultáneos, pensamientos o sentimientos de los personajes o información aún no conocida, todo lo cual no sería del conocimiento de ninguno de los personajes de la historia.